# 7752 Otauchunokai
7752 Otauchunokai è un asteroide della fascia principale. Scoperto nel 1988, presenta un'orbita caratterizzata da un semiasse maggiore pari a 2,2989008 UA e da un'eccentricità di 0,1530884, inclinata di 3,79272° rispetto all'eclittica.
L'asteroide è dedicato all'omonimo club di astrofili della città giapponese di Ōta.